# Tarn-et-Garonne
Tarn-et-Garonne, ou, na sua forma portuguesa, Tarne e Garona é um departamento da França localizado na região da Occitânia. Sua capital é a cidade de Montauban. O seu nome provém dos rios Tarn e Garona.

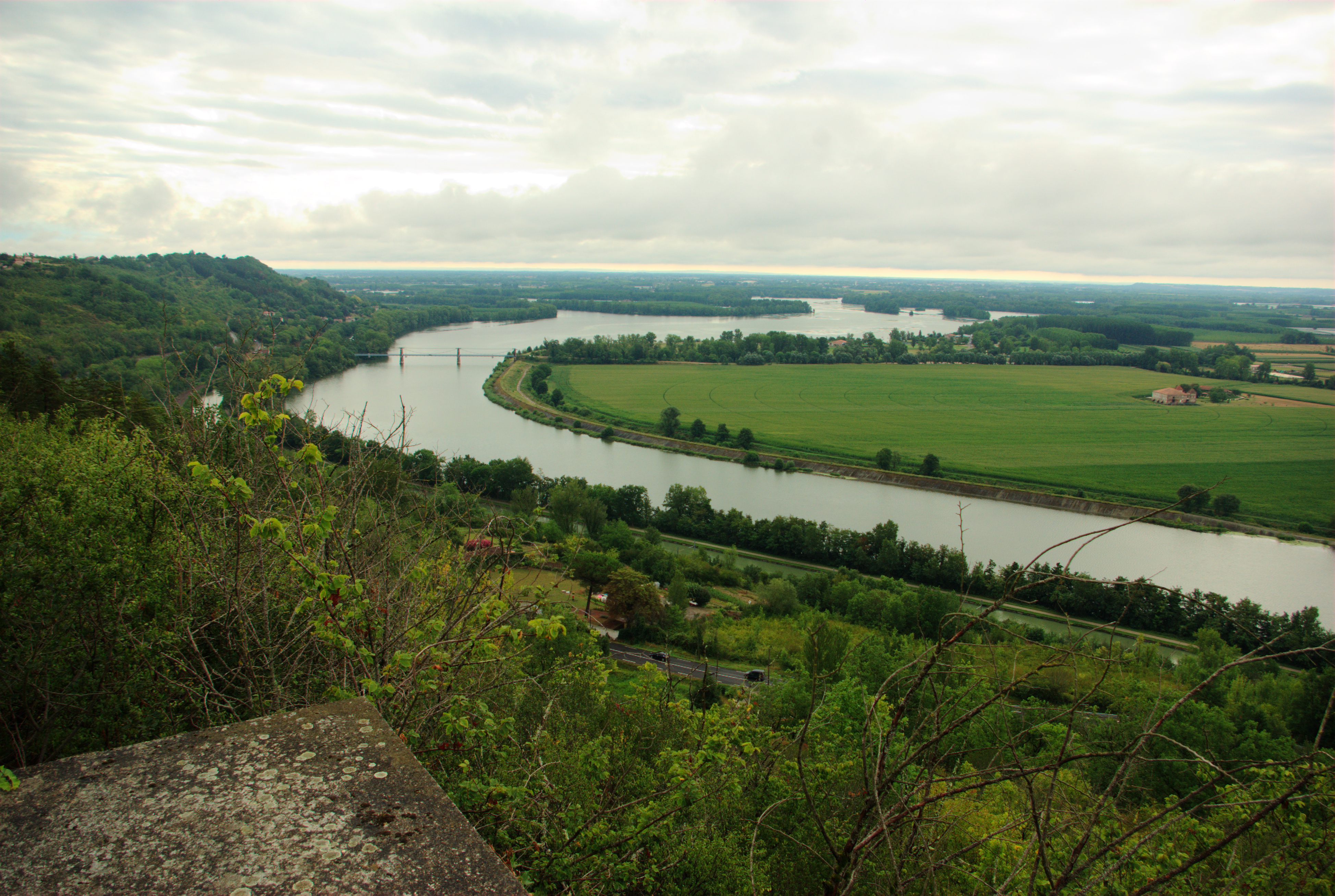
A confluência dos rios Tarn e Garona, que dão nome a este departamento